# Wilhelm Gottlieb Baisch
Wilhelm Heinrich Gottlieb Baisch (ur. 3 lipca 1805 w Stuttgarcie, zm. 3 stycznia 1864 tamże) – niemiecki litograf.

## Życiorys
Wilhelm Gottlieb Baisch urodził się 3 lipca 1805 w roku w Stuttgarcie jako syn mistrza stolarki i mechanika Friedricha Heinricha Baischa (1782–ok. 1861).
Baisch uczył się w stuttgarckim wydawnictwie litografii F. G. Schulz, a w latach 30tych i 40tych XIX wieku pracował w drukarni dworskiej C. C. Meinhold w Dreźnie. Jako dyrektor artystyczny drukarni, znacząco przyczynił się do rozwoju druku kolorowego.
Po dwudziestu sześciu latach powrócił do Stuttgartu i otworzył własny zakład litografii, w którym głównie zajmował się litografią kolorową.
Wilhelm Gottlieb Baisch zmarł 3 stycznia 1864 roku w wieku 58 lat.

## Życie prywatne
Baisch wziął ślub w 1840 roku z córką malarza J. C. Bögeholda. Wraz z nią dorobił się dwóch synów: pisarza i redaktora czasopisma Über Land und Meer Otto Baischa oraz pejzażysty i animalisty Hermanna Baischa. Po jego śmierci zakładem litografii zajął się Otto.

## Twórczość

Portrety
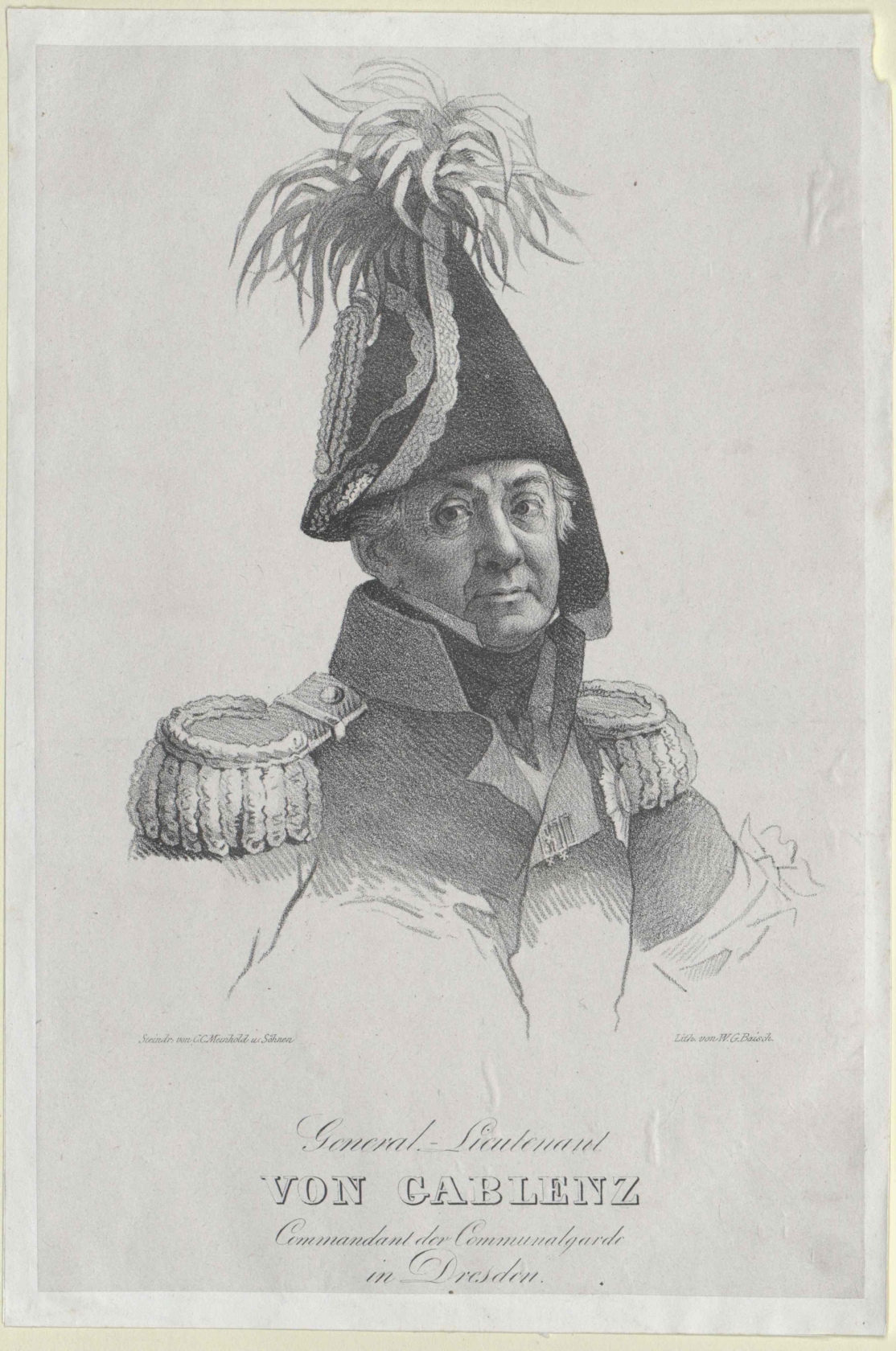
Heinrich Adolph von Gablenz(inne języki).
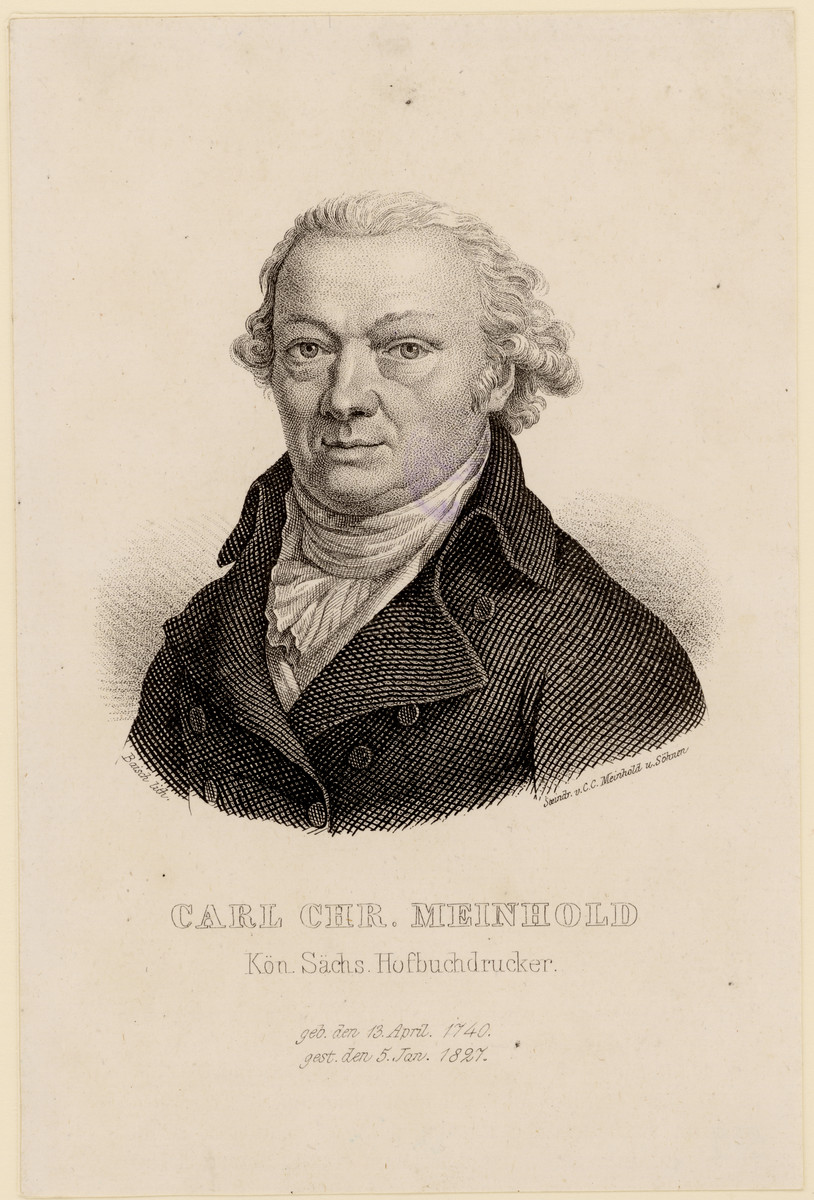
Carl Christian Meinhold(inne języki).
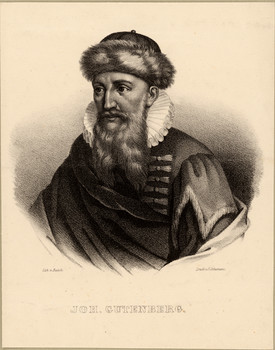
Johannes Gutenberg.
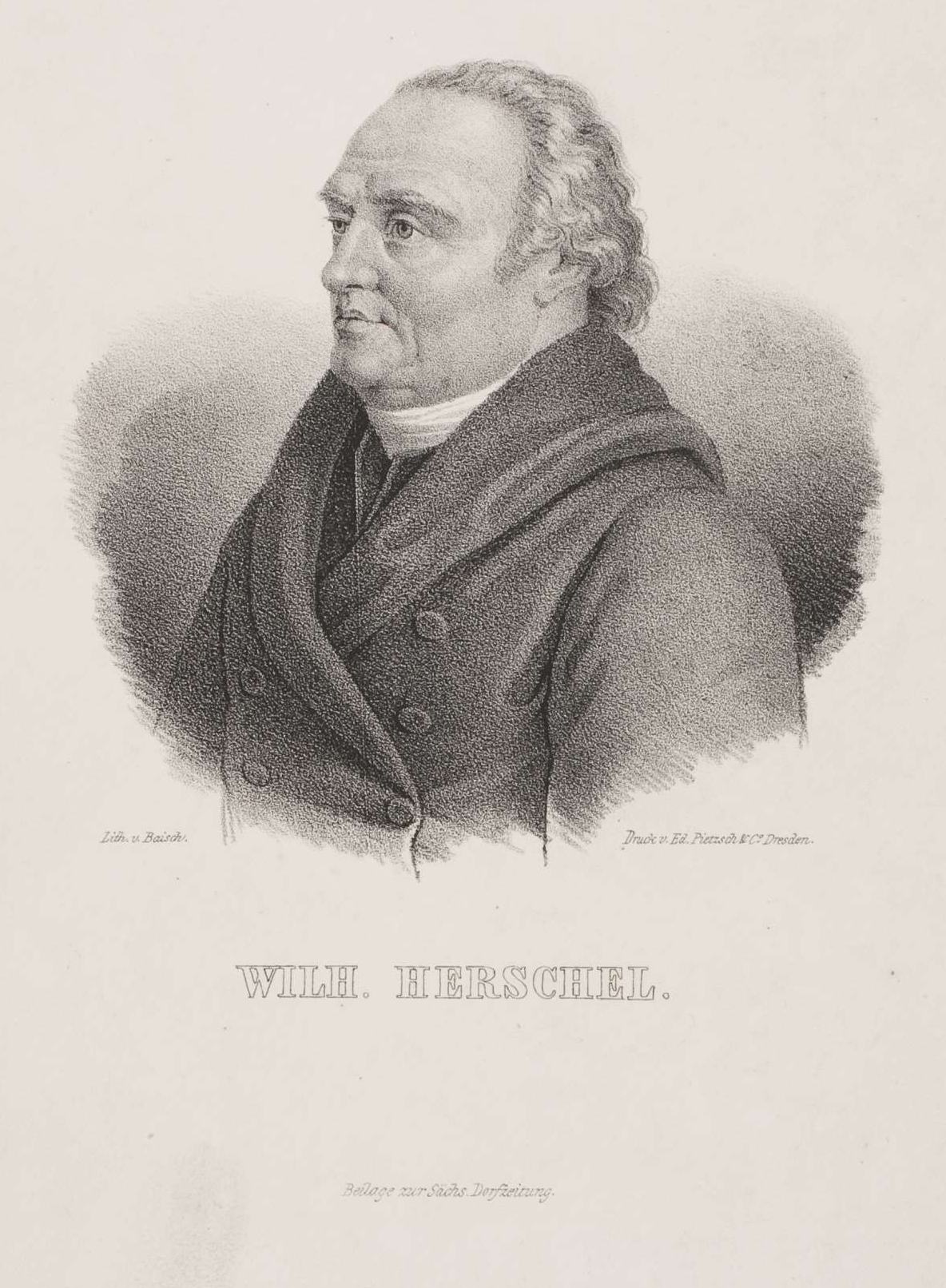
William Herschel.

Pojedyncze arkusze
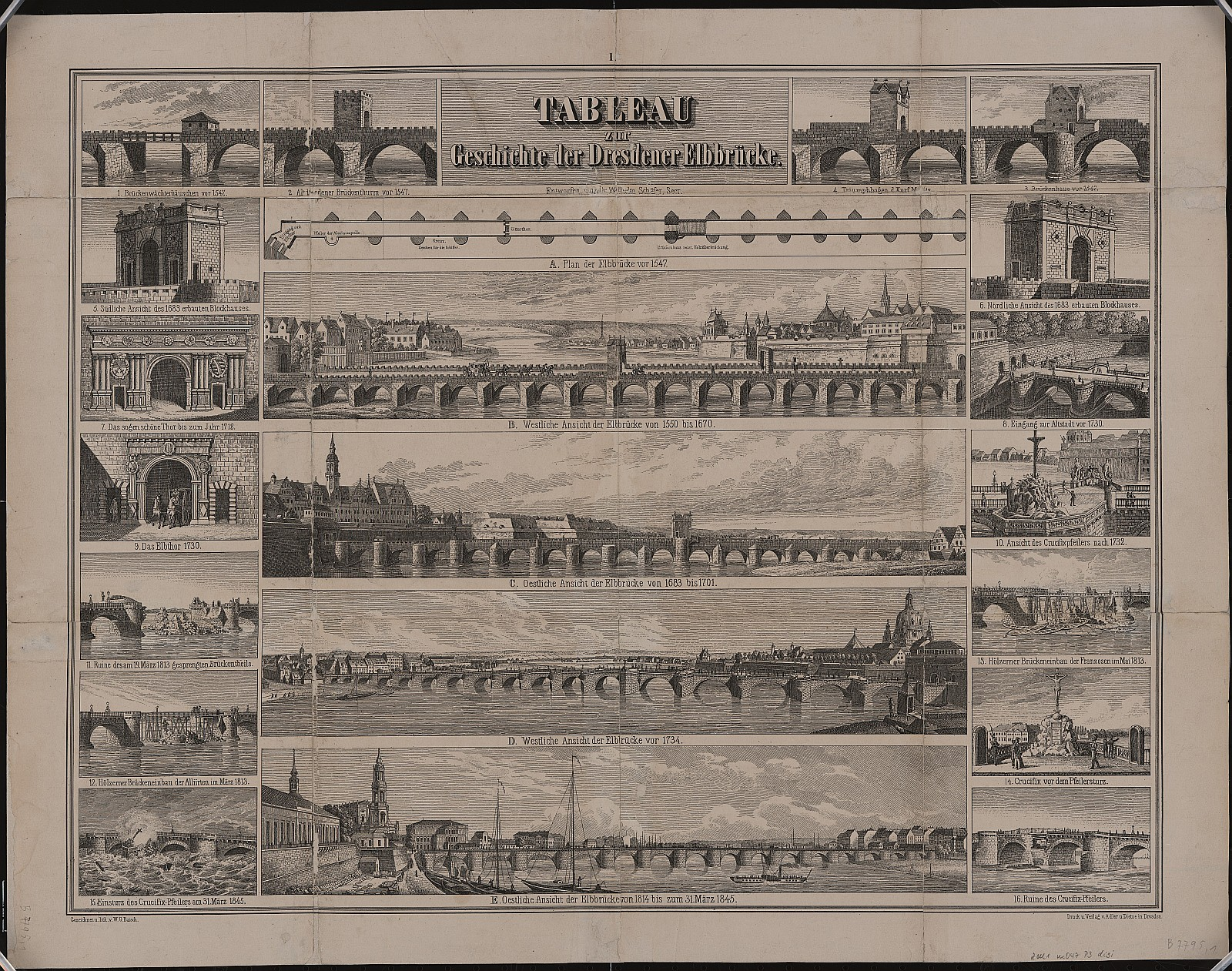
Tableau o historii mostu na Łabie w Dreźnie (Most Fryderyka Augusta w Dreźnie), 1848.
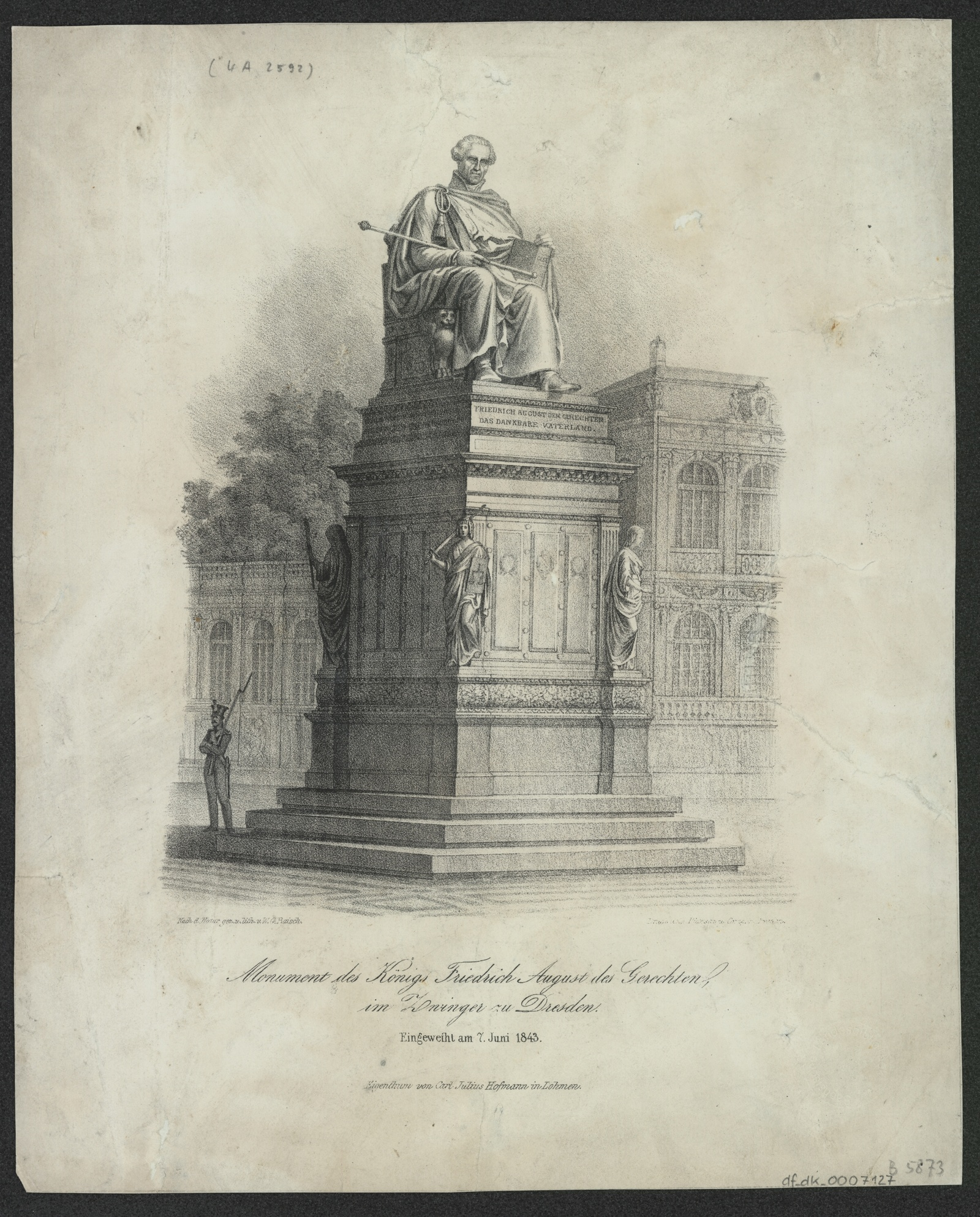
Pomnik Fryderyka Augsta I, 1843.
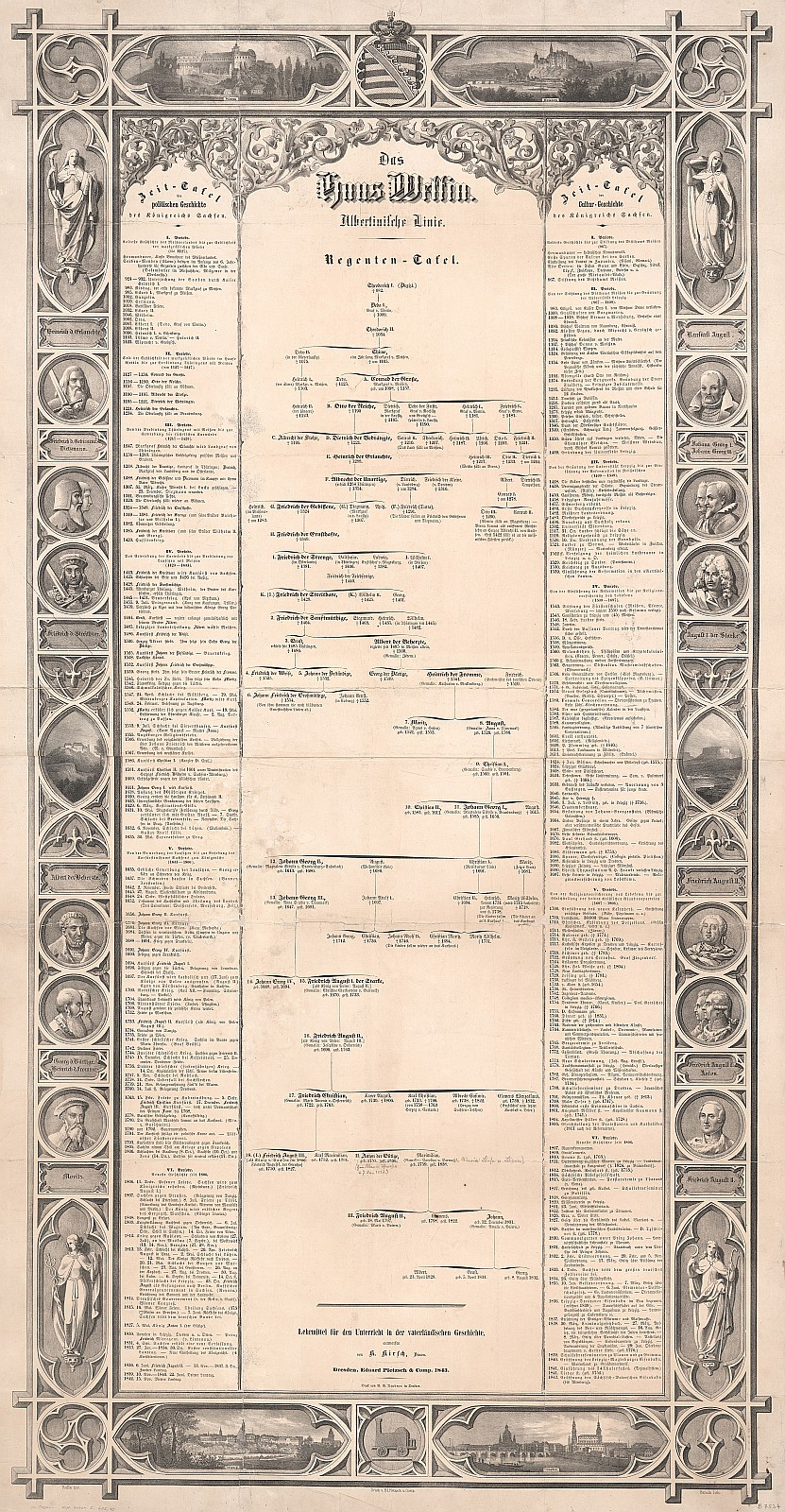
Wettynowie, 1843.

Kolorowe obrazy
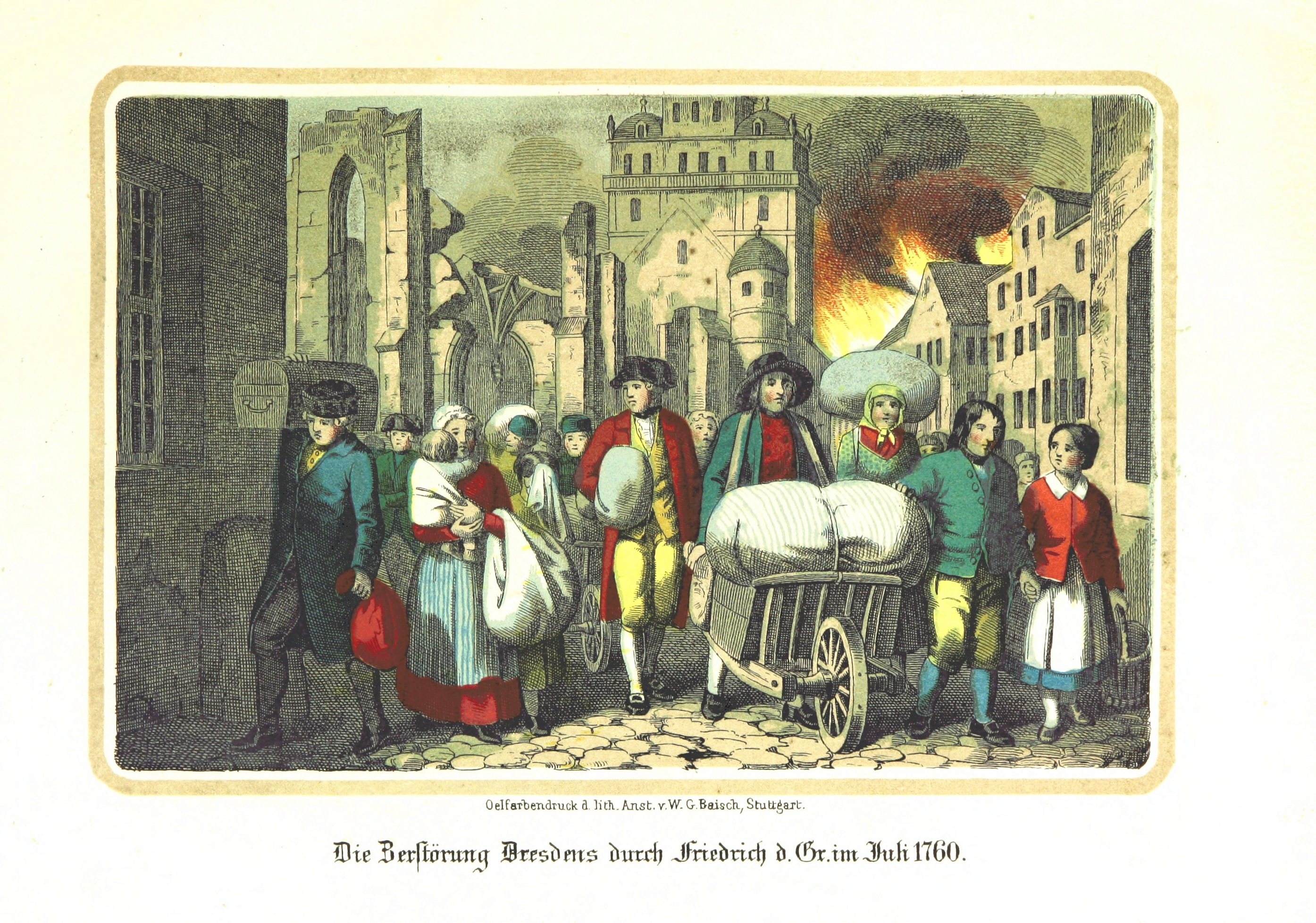
Stuletnia Kronika …
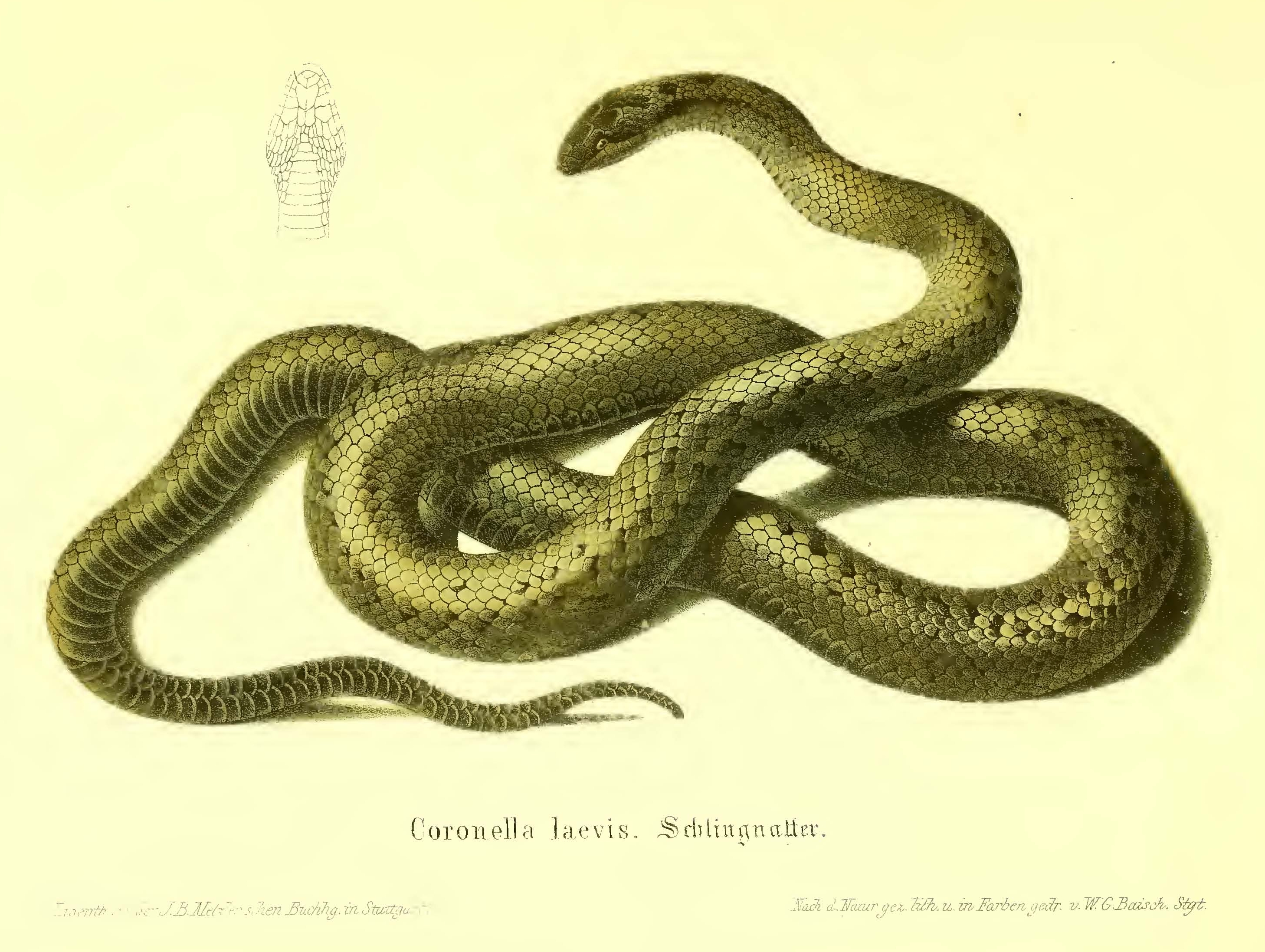
Węże Wirtembergii …